# مايكل سيسكو
مايكل سيسكو (بالإنجليزية: Michael Cisco)‏ (13 أكتوبر 1970، نيويورك في الولايات المتحدة)؛ روائي أمريكي.